# Przyprostynia
Przyprostynia (niem. Brandorf) – wieś w Polsce położona w województwie wielkopolskim, w powiecie nowotomyskim, w gminie Zbąszyń.
Wieś jest położona wzdłuż Obry, przy wschodnim brzegu jeziora Błędno, przy szosie ze Zbąszynia do Wolsztyna.

## Historia
Nazwa pochodzi od staropolskiego określenia równiny: prostynia.
Niegdyś w tym miejscu istniał gród obronny. Miejscowość wzmiankowano po raz pierwszy w 1311 roku, pod nazwą Prendekow. Nazwa Przeprostynia pojawiła w 1338 i było w niej wzmiankowane obronne castrum. Ok. 1779 właścicielem Przyprostyni był Edward Garczyński, potem Stefan Garczyński.
Pod koniec XIX wieku Przyprostynia wchodziła w skład powiatu międzyrzeckiego. Liczyła wtedy 76 dymów (domostw) i 527 mieszkańców. Spośród nich 446 było katolikami, a 81 protestantami. Podczas powstania wielkopolskiego była utrzymywana przez powstańców, lecz często atakowana od strony Zbąszynia.
W latach 1954-1968 wieś była siedzibą gromady Przyprostynia, po jej zniesieniu w gromadzie Zbąszyń. W latach 1975–1998 miejscowość administracyjnie należała do województwa zielonogórskiego. W 2011 liczyła 911 mieszkańców.

## Zabytki
W Przyprostyni znajduje się zabytkowy kościół cmentarny pw. św. Stanisława Biskupa z XIX wieku, bez określonego stylu. Pierwszy kościół we wsi pod tym wezwaniem istniał już w 1510 roku. Przy drodze głównej stoi figura św. Jana Nepomucena z XVII wieku albo przełomu XVIII i XIX, nie ujęta w rejestrze zabytków.

## Kultura i sport
We wsi kultywuje się kulturę ludową.
W Przyprostyni od roku 1946 działa Klub Sportowy "Płomień".

## Turystyka
Przez miejscowość przebiega czerwony znakowany szlak pieszy ze Zbąszynia przez Dąbrówkę Wlkp. do Miedzichowa.